# フィリフェラオーレア
フィリフェラオーレア（フィリフェラ・オーレア、Chamaecyparis pisifera ‘Filifera Aurea’） は、ヒノキ科ヒノキ属サワラの園芸品種の1つである。オウゴンヒヨクヒバ、オウゴンワイセイスイリュウヒバとも呼ばれる。ふつう剪定して低木に仕立てられ、小枝は細長く垂れ、黄色い鱗片状の葉で覆われている。｢オーレア (aurea)｣とは、ラテン語で「金色」を意味する。

## 概要
十分な日当たりがあると年間を通じて黄色の葉を保つ。類似の園芸品種としてゴールデンモップ（下記）があるが、ゴールデンモップよりも成長が速く、芯が立ちやすい。刈り込みをして球状の低木として利用されることが多いが、刈り込みをせず放生すると、高さ3–5メートルの円錐形の高木となる。日蔭で育てると葉が黄色を帯びにくく黄緑色となる。耐暑性・耐寒性は強いが、乾燥には弱い。冬季にはややオレンジ色を帯びる。挿し木で増やす。

## 類似品種
フィリフェラオーレアに類似するサワラの園芸品種として、以下のようなものがある。
- ゴールデンモップ Chamaecyparis pisifera ‘Golden Mop’[1][7]
フィリフェラオーレアに由来する[4]。成長が遅く、大きくなっても高さ1.5メートルほどにしかならない[7]。年間を通じて良好な黄色を保つ[7]。
- フィリフェラオーレア・ナナ Chamaecyparis pisifera ‘Filifera Aurea Nana’
矮性種。高さ1–1.5メートル[4]
- ゴールド・スパングル Chamaecyparis pisifera ‘Gold Spangle’[1]
狭い円錐形。高さ6–8メートルに育つ[4]
- ゴールデン・チャーム Chamaecyparis pisifera ‘Golden Charm’[8]
高さ1.8メートル、直径2.4メートルほどに広がる[8]。